# Изёр (Кот-д’Ор)
Изёр (фр. Izeure) — коммуна во Франции, находится в регионе Бургундия. Департамент коммуны — Кот-д’Ор. Входит в состав кантона Женли. Округ коммуны — Дижон.
Код INSEE коммуны — 21319.

## Население
Население коммуны на 2010 год составляло 778 человек.
| 1962 | 1968 | 1975 | 1982 | 1990 | 1999 | 2010 |
| ---- | ---- | ---- | ---- | ---- | ---- | ---- |
| 220  | 220  | 213  | 314  | 527  | 572  | 778  |

## Экономика
В 2010 году среди 529 человек трудоспособного возраста (15—64 лет) 391 были экономически активными, 138 — неактивными (показатель активности — 73,9 %, в 1999 году было 72,4 %). Из 391 активных жителей работали 362 человека (199 мужчин и 163 женщины), безработных было 29 (11 мужчин и 18 женщин). Среди 138 неактивных 53 человека были учениками или студентами, 57 — пенсионерами, 28 были неактивными по другим причинам.